# Stubby cooler

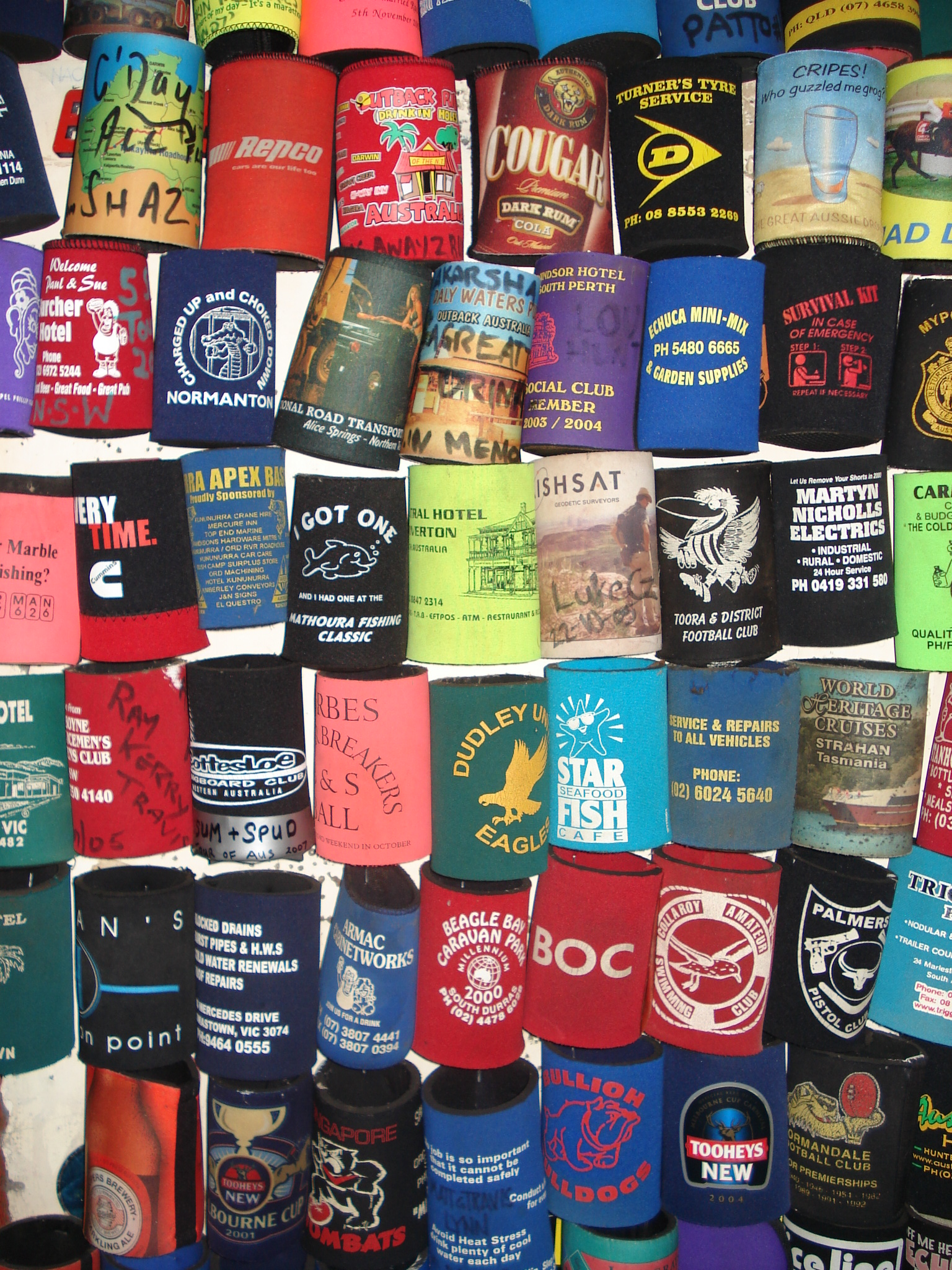
Stubby Coolers im Daly Waters Pub

Ein Stubby Cooler oder Koozie ist ein Bier- oder Getränkekühler in der Art, wie er in Australien zur Wärmedämmung gekühlten Bieres benutzt wird. Als „Stubby“ werden in Australien die dort üblichen Bierflaschen bezeichnet.
Die Cooler bestehen meist aus Neopren und sind in nahezu allen Größen, Farben und Formen erhältlich. In Europa sind die Stubby Cooler wenig verbreitet, sie erfreuen sich jedoch in Australien, Asien und den USA großer Beliebtheit.
Seit kurzem tauchen die Stubby Cooler in Europa auch unter dem Namen Bottlecooler auf; das Prinzip ist das gleiche, auch hier handelt es sich um einen Neoprenanzug für die Flasche, der das Getränk vor schnellem Erwärmen schützt.